# Niphona pannosa
Niphona pannosa är en skalbaggsart som beskrevs av Francis Polkinghorne Pascoe 1862. Niphona pannosa ingår i släktet Niphona och familjen långhorningar. Inga underarter finns listade i Catalogue of Life.